# Poronaï
Le fleuve Poronaï (en russe : Поронай) est un cours d'eau de l'île de Sakhaline, en Russie, qui se jette dans la mer d'Okhotsk.

## Toponymie
Le nom du fleuve vient de l'aïnou ポロ・ナイ (poro-nai), signifiant « grande rivière ». En nivkhe, il s'appelle le Plyj, ce qui signifie « rivière pleine » ou « rivière principale ».

## Cours
Le Poronaï prend sa source à 1 000 m d'altitude sur le mont Nevel, dans la chaîne orientale de Sakhaline, s'écoule en direction du sud et traverse les zones humides de la vallée de Tym-Poronaï avant de rejoindre la mer d'Okhotsk dans la baie Patience. À une dizaine de kilomètres de la mer, il se divise en deux bras distants de 5 km à leur embouchure et qui délimitent une île marécageuse. La ville de Poronaïsk se trouve près de l'embouchure du bras le plus à l'ouest. 
Le Poronaï est très poissonneux (saumon, brochet de l'Amour).

## Source
- Article « Поронай » de la Grande Encyclopédie soviétique